# Theodor Förster (Theologe)

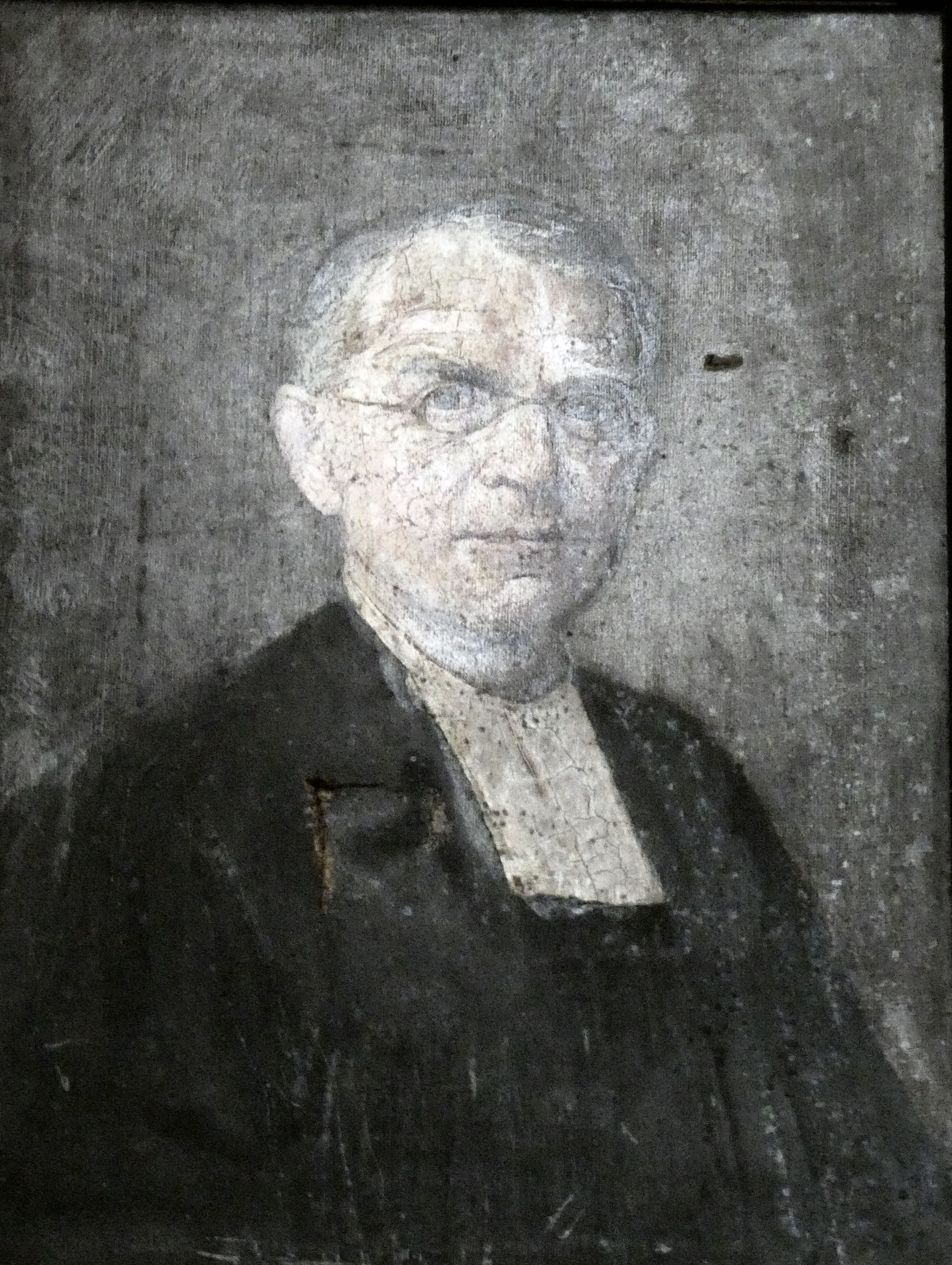
Porträt von Franz Theodor Förster aus der Marktkirche Halle

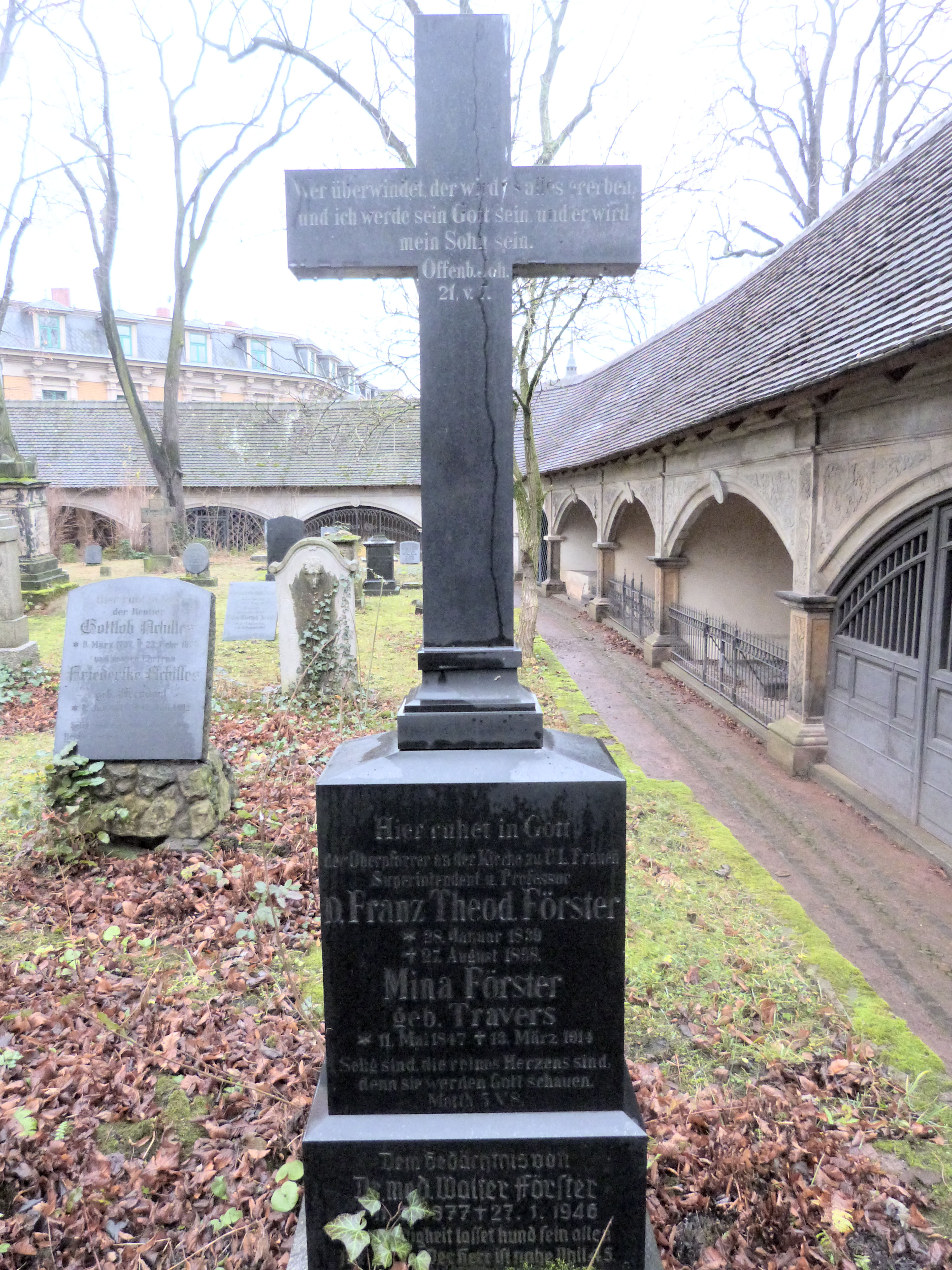
Das Grab auf dem halleschen Stadtgottesacker

Franz Theodor Förster (* 28. Januar 1839 in Lützen; † 27. August 1898 in Halle (Saale)) war ein deutscher evangelischer Theologe und Superintendent. Er war ab 1894 Professor für Theologie an der Theologischen Fakultät Halle und Autor zahlreicher Publikationen.

## Leben
Theodor Förster wurde als Sohn eines Pfarrers geboren. Sein jüngerer Bruder Bernhard Förster heiratete später Elisabeth Förster-Nietzsche, die Schwester von Friedrich Nietzsche. Der jüngste Bruder Paul Förster wurde Gymnasialprofessor und Tierschutzaktivist. Beide waren antisemitische Publizisten und Politiker.
Theodor besuchte die Schulen in Lützen, Delitzsch und Langenweddingen. 1853 ging er auf die Latina der Franckeschen Stiftungen in Halle und erhielt dort 1858 das Reifezeugnis. Er studierte Theologie an den Universitäten Halle und Berlin. 1862 legte er die erste theologische Prüfung ab, 1863 bestand er in Magdeburg das zweite theologische Examen. 1865 promovierte er an der Universität Halle mit der Dissertation De Dionysio Alexandrino und erhielt das Lizenziat.
1866 ging Förster nach Berlin und trat dort eine Stelle als Domhilfsprediger an. 1867 wurde er zum Inspektor des Domkandidatenstifts Berlin ernannt und 1869 Archidiakon in Stolberg (Harz). 1872 erhielt er eine Pfarrstelle in Großjena und wurde gleichzeitig zum Superintendenten der Diözese Naumburg ernannt. 1877 kam er als Diakon nach Halle. Dort wurde Förster 1880, nach dem Tod von Hermann Ludwig Dryander, Oberpfarrer an der Marktkirche Unser Lieben Frauen und Superintendent der Diözese Halle. Außerdem übernahm er das Amt des Kreisschulinspektors und führte damit die Aufsicht über das Schulwesen in seiner Ephorie. Die katechetisch-religiöse Erziehung von Kindern war ein besonderes Anliegen von ihm. Unter seiner Leitung als Superintendent und Vorsitzender des Kirchenbauvereins in Halle erwarb er sich beim Neubau der St.-Stephans-Kirche und der St.-Johannis-Kirche große Verdienste. Die Gründung von St. Paul als dritte Parochie hat Förster unterstützt. Er gehörte auch der Provinzialsynode an und war als Mitglied und Schriftführer der preußischen Generalsynode für den Druck der Protokolle zuständig.
Theologisch und kirchenpolitisch gehörte er zur Evangelischen Vereinigung, der Mittelpartei, und war Mitbegründer bzw. selbst leitendes Mitglied des Evangelischen Bundes und des Gustav-Adolf-Vereins. Wie schon in Berlin war Förster auch in Halle an der Theologischen Fakultät zunächst als Privatdozent tätig. 1889 habilitierte er sich an der Universität Halle für das Fach Kirchen- und Dogmengeschichte. Mit seiner Schrift über Ambrosius von Mailand hatte ihn die Universität Halle ehrenhalber promoviert. 1894 wurde Förster zum außerordentlichen Professor ernannt. Bis zu seinem Tod lehrte er vor allem auf dem Gebiet der Religionspädagogik. 1896 veröffentlichte er die Geschichte des alten Testaments für Sonntagsschulen, 1897 gehörte er zu den Mitherausgebern des Religionsbuchs für evangelische Schulen.
1898 musste er sich wegen eines Krebsleidens einer Operation unterziehen, die jedoch den Verlauf der Krankheit nur verzögern konnte. Theodor Förster starb am 27. August 1898, im Alter von 59 Jahren, in Halle. Sein Grab befindet sich auf dem halleschen Stadtgottesacker Innenfeld II.

## Werke
- August Hermann Francke – ein Lebensbild aus der evangelischen Kirche Deutschlands. Strien, Halle 1898
- Chrysostomus. 1896
- Luthers Wartburgjahr 1521–1522. Verein für Reformationsgeschichte, Halle 1895
- Ihr sollt mein Antlitz suchen. Neue Predigten über das Vaterunser. 1895
- Der heilige Rock von Trier im Jahre 1844 und 1891 – ein geschichtlicher Rückblick. Strien, Halle 1891
- Zur Theologie des Hilarius. 1888
- Evangelische Predigten – eine Gabe für die Gemeinde. Strien, Halle 1887
- Darstellung des Lebens und Wirkens des Bischofs Ambrosius von Mailand. Strien, Halle 1884
- Die evangelischen Salzburger und ihre Vertreibung 1731–1732. Niemeyer, Halle 1884
- Die gegenwärtige Lage des deutschen Altkatholizismus. Justus Perthes, Gotha 1879
- Drei Erzbischöfe vor 1000 Jahren. C. Bertelsmann, Gütersloh 1874
- Eine Papstwahl vor hundert Jahren. Wiegandt & Grieben, Berlin 1869
- Chrysostomus in seinem Verhältniss zur antiochenischen Schule. Justus Perthes, Gotha 1869